# Peralada
Peralada è un comune spagnolo di 1 898 abitanti situato nella comunità autonoma della Catalogna.

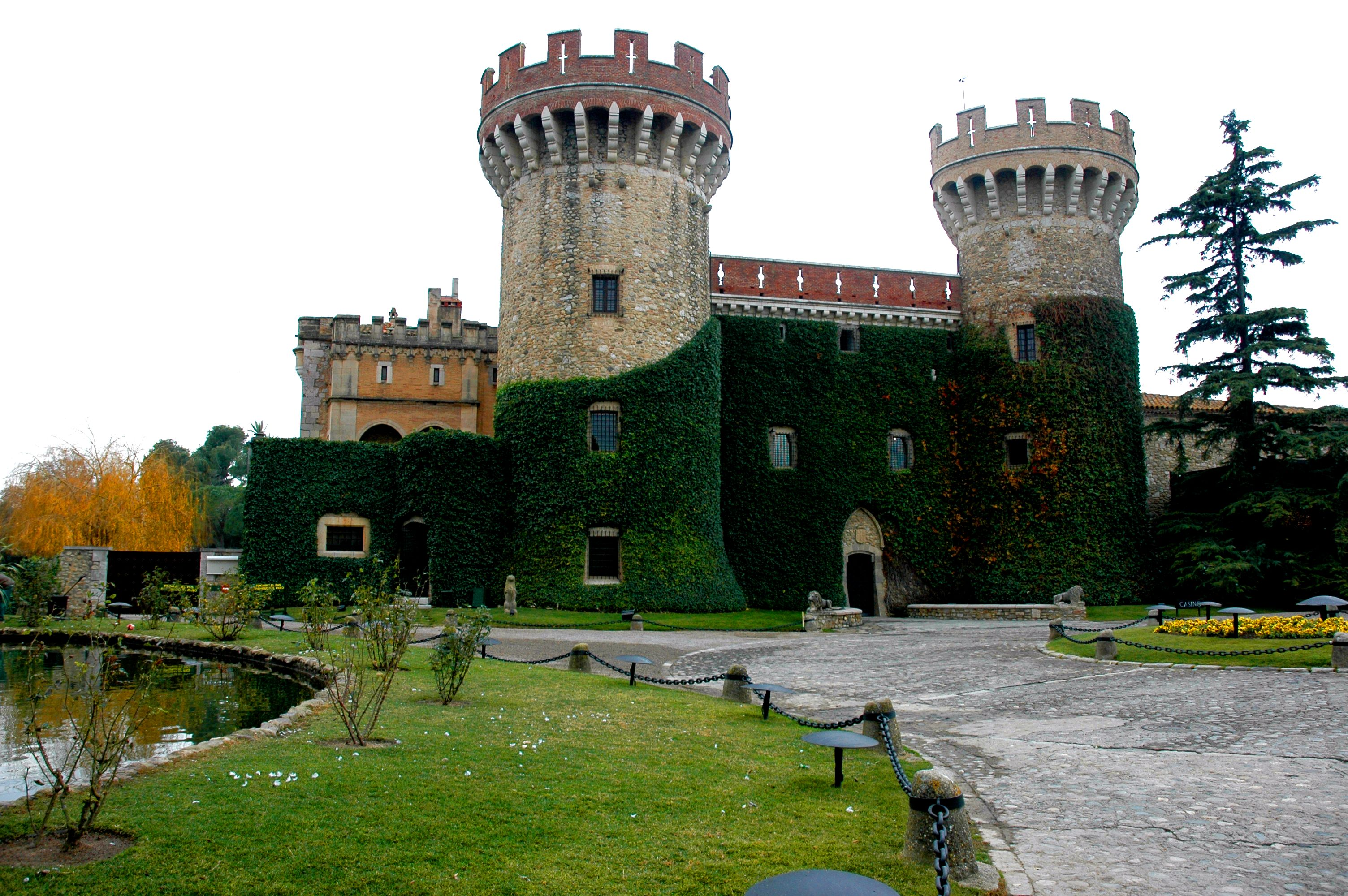
Il castello di Peralada

La località è celebre per il suo castello del XIV secolo con all'interno una biblioteca, un'interessante pinacoteca e soprattutto un casinò fra i più eleganti di Spagna. Durante la stagione estiva ospita il noto Festival di Peralada, (nome ufficiale Festival Internacional de Música "Castell de Peralada"). Ha dato i natali ad uno dei più importanti cronisti medioevali catalani: Ramon Muntaner. Perelada è anche conosciuta per i suoi vini bianchi e per il suo cava.

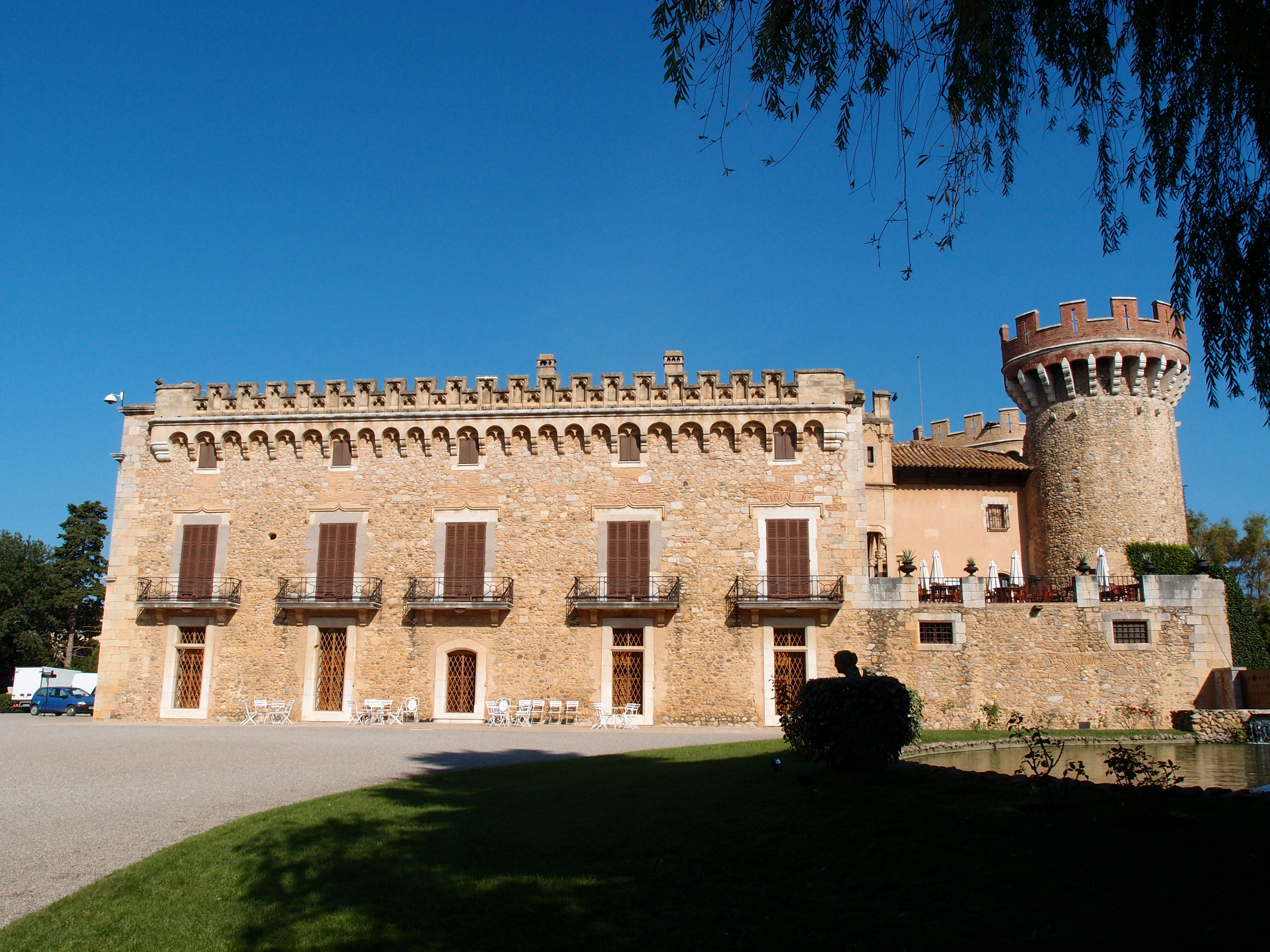
Altra veduta del castello